# Systropus cerdo
Systropus cerdo är en tvåvingeart som beskrevs av Osten Sacken 1887. Systropus cerdo ingår i släktet Systropus och familjen svävflugor.
Artens utbredningsområde är Panama. Inga underarter finns listade i Catalogue of Life.